# Tart Manchester
Tart Manchester là một loại bánh tart nướng truyền thống của Anh, bao gồm một lớp vỏ pastry, phết mứt mâm xôi, phủ một lớp nhân sữa trứng và bên trên là các mảnh dừa nạo cùng một quả anh đào Maraschino. Một biến thể phổ biến có một lớp chuối thái lát mỏng bên dưới phần sữa trứng.
Tart Manchester đã từng là một mặt hàng chủ lực trong thực đơn của các bữa tối ở trường học cho đến giữa những năm 1980. Ban đầu, nó là một biến thể của một công thức trước đó, bánh pudding Manchester, lần đầu tiên được ghi lại bởi nhà văn nấu ăn thời Victoria, Isabella Beeton.
Tiệm bánh Robinson ở Failsworth tự quảng cáo là quê hương của bánh tart Manchester.
Tart Manchester cũng được nhắc đến trong The Hanging Tree của Ben Aaronovitch vào năm 2017.